# Heillecourt
Heillecourt – miejscowość i gmina we Francji, w regionie Grand Est, w departamencie Meurthe i Mozela.
Według danych na rok 1990 gminę zamieszkiwały 6393 osoby, a gęstość zaludnienia wynosiła 1752 osób/km² (wśród 2335 gmin Lotaryngii Heillecourt plasuje się na 66. miejscu pod względem liczby ludności, natomiast pod względem powierzchni na miejscu 1124.).